# Nonoka Ozaki
Nonoka Ozaki (en japonés: 尾﨑野乃香, Ozaki Nonoka; Tokio, 23 de marzo de 2003) es una deportista japonesa que compite en lucha libre.
Participó en los Juegos Olímpicos de París 2024, obteniendo una medalla de bronce en la categoría de 68 kg. Ganó tres medallas en el Campeonato Mundial de Lucha entre los años 2021 y 2023.

## Palmarés internacional
| Juegos Olímpicos   | Juegos Olímpicos  | Juegos Olímpicos  | Juegos Olímpicos |
| Año                | Lugar             | Medalla           | Categoría        |
| ------------------ | ----------------- | ----------------- | ---------------- |
| 2024               | París (Francia)   | Medalla de bronce | 68 kg            |
| Campeonato Mundial |                   |                   |                  |
| Año                | Lugar             | Medalla           | Categoría        |
| 2021               | Oslo (Noruega)    | Medalla de bronce | 62 kg            |
| 2022               | Belgrado (Serbia) | Medalla de oro    | 62 kg            |
| 2023               | Belgrado (Serbia) | Medalla de oro    | 65 kg            |